# Jako pes
Jako pes je sbírka povídek pražského hudebníka Filipa Topola. Kniha vyšla roku 2013 u Revolver Revue a tvoří ji tři povídky z 80. let, oficiálně publikované poprvé. Texty s výrazně autobiografickými rysy napsal Filip Topol jako dvacetiletý a představují tak jeho ranou prozaickou tvorbu.

## Vydání knihy
Za vydáním knihy stojí výtvarník Viktor Karlík, dlouholetý Topolův přítel, který na povídky narazil víceméně náhodou, když pracoval na knize o českém undergroundu Podzemní práce. Filip Topol sám na tyto povídky prý už úplně zapomněl a jejich znovuobjevení označil za pro něj „zvláštní šokovou terapii“.
Kniha byla uvedena 20. června 2013 v café V lese na Večeru Revolver Revue. Filip Topol měl na večeru z knihy předčítat, avšak den před tím náhle zemřel. Místo něj úryvek z knihy četl jeho bratr Jáchym Topol, knihu představil Viktor Karlík, který ji i ilustroval. Už 24. června byla kniha úplně vyprodaná, takže musel být proveden dotisk.
Roku 2022 vydalo nakladatelství Maťa v edici Vichr pod stejným názvem původní soubor textů (využilo nepřiznaně původní redakci a původní anotaci Revolver Revue) a rozšířilo jej o povídku Zápisky milencovy. Toto řešení považuje literární kritika za neetické. Nové ilustrace pro toto vydání vytvořila Adriana Rohde Kabele.

## Obsah knihy
První povídka, nazvaná Na zdraví, je z roku 1985 a poprvé vyšla v samizdatové řadě Edice Pro více. Jde o „metaforické vyprávění o setkáních s ‚dědečkem Alkoholem‘“.
Druhá povídka, nazvaná Den a noc, pochází z let 1984–1985 a též vyšla už v Edici Pro více. Popisuje „horečný záznam depresivního stavu mysli na jehož pozadí hraje hudba Topolova milovaného skladatele Mozarta“.
Třetí povídka, nazvaná Jako pes, je z roku 1985 a autor ji vydal pouze vlastním nákladem. Vypráví o „setkání vypravěče s jeho bývalou dívkou, vdanou nyní za grafika Viktora“ (jehož předobrazem je Viktor Karlík).
Na přání Filipa Topola je součástí knihy také bohatý výtvarný doprovod Viktora Karlíka. Tvoří jej výřezy dobových obrazů Hlava a účtenky a Dvě účtenky (1984), jejichž podklad je tvořen skutečnými účtenkami, které jsou slovy Karlíka „přímým svědectvím o společných časech v Malostranské kavárně“.

#### Recenze knihy
- ŠLAJCHRT, Viktor. Na stopě démonům. Respekt. 2013-07-08, roč. XXIV, čís. 28, s. 57. Dostupné online [cit. 2013-07-09]. ISSN 0862-6545.
- KITTLOVÁ, Markéta. Topol, Filip: Jako pes. iLiteratura.cz [online]. 2013-07-05 [cit. 2013-07-07]. Dostupné online.
- ŠANDA, Michal. Nad knihou: Filip Topol brzdu neměl. Právo [online]. 2013-07-01 [cit. 2013-07-07]. Dostupné online.
- MAZÁČOVÁ, Petra. Jako pes: poslední zavytí Psího vojáka Filipa Topola. Be In Mag [online]. 2013-07-01 [cit. 2013-07-07]. Dostupné v archivu pořízeném dne 2016-03-04.
- HARTMAN, Ivan. Vyšly Topolovy povídky malostranské. Psí voják v nich vyslal do světa své dvojníky. iHNed.cz [online]. 2013-07-21 [cit. 2013-08-28]. Dostupné online.
- ŠPIČÁK, Jiří. Jako pes: Topolova procházka s Potřebou pít. Radio Wave [online]. 2013-07-25 [cit. 2013-08-21]. Dostupné online.
- ŠTOLBA, Jan. S elegancí nepřípadného hosta - literární zápisník. A2. 2013-07-31, čís. 16. Dostupné online. ISSN 1801-4542.
- DUCHOŇ, Ladislav. Filip Topol - Jako pes. Karlovarská rocková mapa [online]. 2013-08-15 [cit. 2013-08-28]. Dostupné online.
- CHÁB, Štěpán. Topolovo na piedestal vyzdvižení. VašeLiteratura.cz [online]. 2013-09-04 [cit. 2013-11-22]. Dostupné online.
- KŮROVÁ, Zuzana. Filip Topol: Jako pes. Literární.cz [online]. 2013-12-10 [cit. 2014-01-04]. Dostupné v archivu pořízeném dne 2014-01-04.